# Planet Punk
Albums de 
Die Ärzte
Das Beste von kurz nach früher bis jetze
(1994) Le Frisur
(1996)
Planet Punk est le septième album du groupe Die Ärzte enregistré au Conny´s Studio et au Preussen Tonstudio à Berlin.

## Liste des titres
1. Super drei
2. Schunder-Song
3. Hurra
4. Geh mit mir
5. Langweilig
6. Mein Freund Michael
7. Rod Loves You
8. Der Misanthrop
9. Vermissen, Baby
10. Nazareth
11. Meine Ex(plodierte Freundin)
12. Die Banane
13. B.S.L.
14. Die traurige Ballade von Susi Spakowski
15. Red mit mir
16. Trick 17 m.S.
17. Opfer